# Batimetria

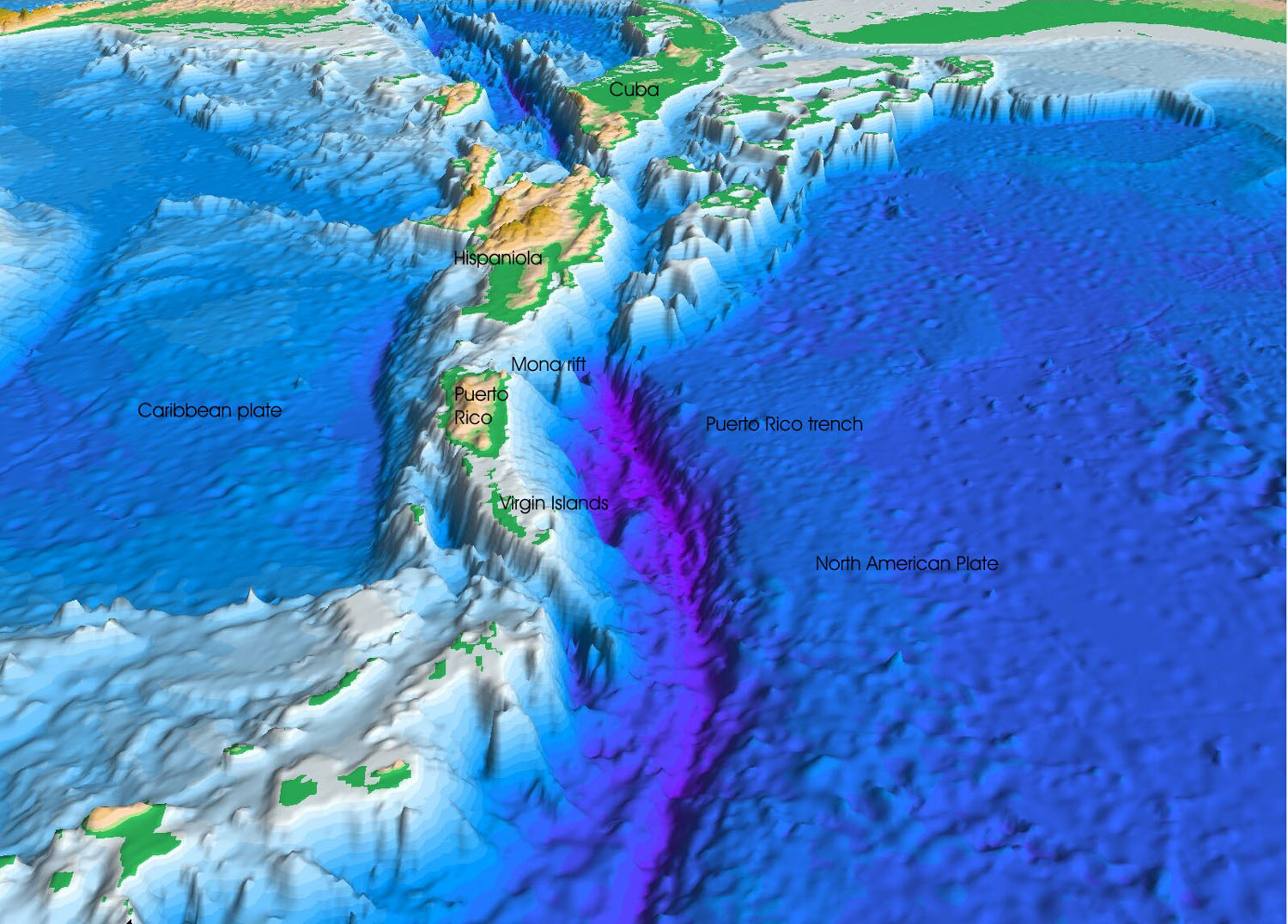
As diversas cores indicam diferentes profundidades no oeste do Oceano Atlântico centrado na Fossa de Porto Rico.

A batimetria (ou batometria) é a medição da profundidade dos oceanos, lagos e rios e é expressa cartograficamente por curvas batimétricas que unem pontos da mesma profundidade com equidistâncias verticais (curvas isobatimétricas), à semelhança das curvas de nível topográfico.

## Equipamento
Os ecobatímetros são os equipamentos utilizados pela batimetria para medir a profundidade. O equipamento consiste em uma fonte emissora de sinais acústicos e um relógio interno que mede o intervalo entre o momento da emissão  do sinal e o instante em que o eco retorna ao sensor. O som é captado pelo transdutor que consiste basicamente de um material piezoelétrico que converte as ondas de pressão do eco em sinais elétricos.
Os ecobatimetros fornecem informações pontuais de profundidade no local imediatamente abaixo do transdutor.

## História
Os primeiros estudos batimétricos de que se tem registro foram realizados no Mar Mediterrâneo por Posidonius em 85 a.C. Foram necessários quase 2 quilômetros de corda com uma pedra amarrada à ponta para alcançar o fundo. 
A tecnologia batimétrica não se desenvolveu muito até que James Clark Ross obteve sondagens de 4.893 metros do Atlântico Sul, em 1818. Na década de 1870, os pesquisadores da expedição Challenger adicionaram uma inovação: um guincho movido a vapor para descer um cabo com o peso na ponta, mas o método era o mesmo. 
Essa expedição fez 492 registros e confirmou a descoberta anterior de Matthew Maury com relação à dorsal mesoatlântica.